# BWF Future Series
Die BWF Future Series sind eine Turnierserie im Badminton. Vom ausgeschütteten Preisgeld her stellen sie die niedrigste internationale Stufe der offiziell sanktionierten Turniere der Badminton World Federation dar.

## Geschichte
Nach dem Wechsel der Führungsriege in der Badminton World Federation (BWF) erfolgten 2007 im Badminton-Weltverband eine Reihe von Neuerungen. Unter anderem wurden neue Bezeichnungen der internationalen Turniere eingeführt, angefangen von der BWF Super Series (Level 2) über den BWF Grand Prix (Level 3B) und Grand Prix Gold (Level 3A), der BWF International Challenge (Level 4A), der BWF International Series (Level 4B) bis hin zur BWF Future Series (Level 4C). 2018 erfolgte eine weitere Umstrukturierung der höheren Ebenen zur BWF World Tour, während International Challenge, International Series und Future Series erhalten blieben.